# Gökçukur, Kırkağaç
Gökçukur là một xã thuộc huyện Kırkağaç, tỉnh Manisa, Thổ Nhĩ Kỳ. Dân số thời điểm năm 2011 là 194 người.